# Brad Paisley
Brad Paisley (Glen Dale, West Virginia, 28 oktober 1972) is een Amerikaanse countryzanger, gitarist en songwriter.

## Biografie
Paisleys liefde voor countrymuziek komt van zijn grootvader, die Paisley zijn eerste gitaar gaf toen hij acht jaar oud was en hem erop leerde spelen. Toen Paisley twaalf jaar oud was schreef hij zijn eerste lied en op dertienjarige leeftijd was hij het openingsnummer voor countryzangers zoals Ricky Skaggs en George Jones.
Paisley zat op John Marshall High School in Glendale, West Virginia, en ontving een beurs voor de universiteit van Belmont in Nashville (Tennessee). Tijdens zijn studententijd ontmoette hij Frank Rogers, een medestudent die later zijn producer zou worden. Ook ontmoette hij Kelley Lovelace die zijn songwriterpartner zou worden.
Na zijn studententijd tekende Paisley een songwritecontract bij EMI Music Publishing en schreef hij David Kersh' top 5-hit, "Another You". Zijn debuut als zanger was met de platenmaatschappij Arista Nashville en het lied "Who Needs Pictures" in februari 1999. In mei van datzelfde jaar was hij voor de eerste keer te zien in the televisieprogramma Grand Ole Opry. Zeven maanden later had Paisley zijn eerste nummer één-hit met "He Didn't Have To Be", een lied over de relatie van Lovelace met Lovelace' stiefzoon.
Aan het eind van 2000 won Paisley de Country Music Association's Horizon Award en de prijs voor beste nieuwe mannelijke zanger van de Academy of Country Music. Hij ontving zijn eerste Grammy Award-nominatie een jaar erna. Op 17 februari 2001, na 40 keer aanwezig te zijn geweest in het programma Grand Ole Opry werd hij toegevoegd aan de Opry Hall of Fame.
In 2002 won Paisly de prijs voor beste muziekclip van het jaar van de CMA voor "I'm Gonna Miss Her (The Fishin' Song). In de clip komen onder andere Little Jimmy Dickens, Kimberly Williams, Dan Patrick en Jerry Springer voor.
Paisley kwam met zijn derde album in 2003, Mud on the Tires, na Who Needs Pictures en Part II. In dit album zit de hit "Celebrity", waarvan de clip een parodie is op programma's zoals Fear Factor en Idols. In de clip zaten beroemdheden Jason Alexander, Jim Belushi, Little Jimmy Dickens, Trista Rehn en William Shatner. In 2004 bereikte de titelsong van het album nummer 1 in de Amerikaanse countrymuziekhitlijst.
In 2005, na een tour met Reba McEntire en Terri Clark kwam Paisley met zijn vierde album Time Well Wasted, bestaande uit 15 liedjes waaronder "Alcohol" en het duet "When I Get Where I'm Going" met Dolly Parton. Time Well Wasted won de CMA-prijs voor beste album in 2006.
Paisley heeft bijgedragen aan twee liedjes voor de Disney-film Cars. Deze staan ook op de soundtrack-cd van de film.

## Privéleven
In 2001 begon Paisley een relatie met actrice Kimberly Williams, op wie hij verliefd was sinds het zien van de film Father of the Bride. De film was ook zijn inspiratie voor het lied "Part II". Het stel trouwde op 15 maart, 2003. Ze wonen in Franklin, Tennessee en hebben een tweede huis in Los Angeles.
Op 20 september 2006 werd bekendgemaakt dat Paisley en Williams hun eerste kind verwachten in februari 2007.

## Discografie

### Albums
- 1999 Who Needs Pictures VS #22 Platina
- 2001 Part II VS #31 Platina
- 2003 Something About Her-single (Live at Ryan and Trista's Wedding)
- 2003 Mud on the Tires VS #8 2x Platina
- 2005 Time Well Wasted VS #2 Platina
- 2006 Brad Paisley Christmas Goud
- 2007 5th Gear
- 2008 Play
- 2009 American Saturday Night
- 2010 Hits Alive
- 2011 This is Country Music
- 2013 Wheelhouse
- 2014 Moonshine In The Trunk
- 2017 Love and War

## Singles
| Jaar | Single                                          | Album              | VS Hot 100 | VS Country | VS Pop 100 | VS Digital |
| ---- | ----------------------------------------------- | ------------------ | ---------- | ---------- | ---------- | ---------- |
| 1999 | "Who Needs Pictures"                            | Who Needs Pictures | 65         | 12         | -          | -          |
| 1999 | "He Didn't Have to Be"                          | Who Needs Pictures | 25         | #1 (1)     | -          | -          |
| 2000 | "Me Neither"                                    | Who Needs Pictures | 85         | 18         | -          | -          |
| 2000 | "We Danced"                                     | Who Needs Pictures | 29         | #1 (2)     | -          | -          |
| 2001 | "Two People Fell in Love"                       | Part II            | 51         | 4          | -          | -          |
| 2001 | "Wrapped Around"                                | Part II            | 35         | 2          | -          | -          |
| 2002 | "I'm Gonna Miss Her" (The Fishin' Song)         | Part II            | 29         | #1 (2)     | -          | -          |
| 2001 | "I Wish You'd Stay"                             | Part II            | 57         | 7          | -          | -          |
| 2003 | "Celebrity"                                     | Mud on the Tires   | 31         | 3          | -          | -          |
| 2004 | "Little Moments"                                | Mud on the Tires   | 35         | 2          | -          | -          |
| 2004 | "Whiskey Lullaby" (met Alison Krauss)           | Mud on the Tires   | 41         | 3          | -          | -          |
| 2004 | "Mud on the Tires"                              | Mud on the Tires   | 30         | #1 (1)     | -          | -          |
| 2005 | "Alcohol"                                       | Time Well Wasted   | 28         | 4          | 42         | 23         |
| 2005 | "When I Get Where I'm Going" (met Dolly Parton) | Time Well Wasted   | 39         | #1 (1)     | 72         | 67         |
| 2006 | "The World"                                     | Time Well Wasted   | 45         | #1 (3)     | 81         | -          |
| 2006 | "She's Everything"                              | Time Well Wasted   | 35         | #1 (2)     | 47         | 28         |
| 2007 | "Ticks"                                         | 5th Gear           | 40         | 1          | 48         | -          |
| 2007 | "Online"                                        | 5th Gear           | -          | 1          | -          | -          |
| 2007 | "Letter to me"                                  | 5th Gear           | -          | -          | -          | -          |